# Sulzberg (Mangfallgebirge)
Der Sulzberg (1117 m ü. NHN, nach Alpenvereinsführer (1980) 1120 m) ist die am weitesten nach Nordosten vorgeschobene Erhebung im Wendelsteingebiet, das zum Mangfallgebirge in den Bayerischen Voralpen gehört.

## Geographie
Der Sulzberg erhebt sich verhältnismäßig isoliert zwischen dem Alpenvorland zwischen Bad Feilnbach und Brannenburg im Inntal, dem von Brannenburg nach Westen hochziehenden Tal des Kirchbachs und dem von Litzldorf nach Süden ziehenden Tal, die nördlich der ganzjährig bewirtschafteten Schlipfgrub-Alm (854 m) einen 883 m hohen Sattel bilden. Der bewaldete Nordwestgipfel erreicht die gleiche Höhe wie der Hauptgipfel. Der Hauptgipfel befindet sich auf dem Gemeindegebiet von Raubling, der Nordwestgipfel auf der Gemeindegrenze zu Bad Feilnbach. Auf dem Gipfel soll eine Burg gestanden haben.

## Alpinismus
Der Berg, der von seinem mit einem Gipfelkreuz gekrönten Wiesengipfel eine gute Aussicht in das Alpenvorland, insbesondere auf die Kollerfilze bei Bad Feilnbach und auf den Simssee sowie auf die Wendelstein-Gruppe bietet, ist von der Schlipfgrub-Alm über den Ostrücken (teilweise Forstweg) in knapp einer Stunde zu ersteigen. Der Aufstieg ist im oberen Teil steil. Von Aich bei Brannenburg führt ein direkter, ebenfalls steiler Aufstieg auf den Gipfel. Weitere Aufstiegsmöglichkeiten bestehen von Litzldorf und von Schweinsteig aus.

## Galerie

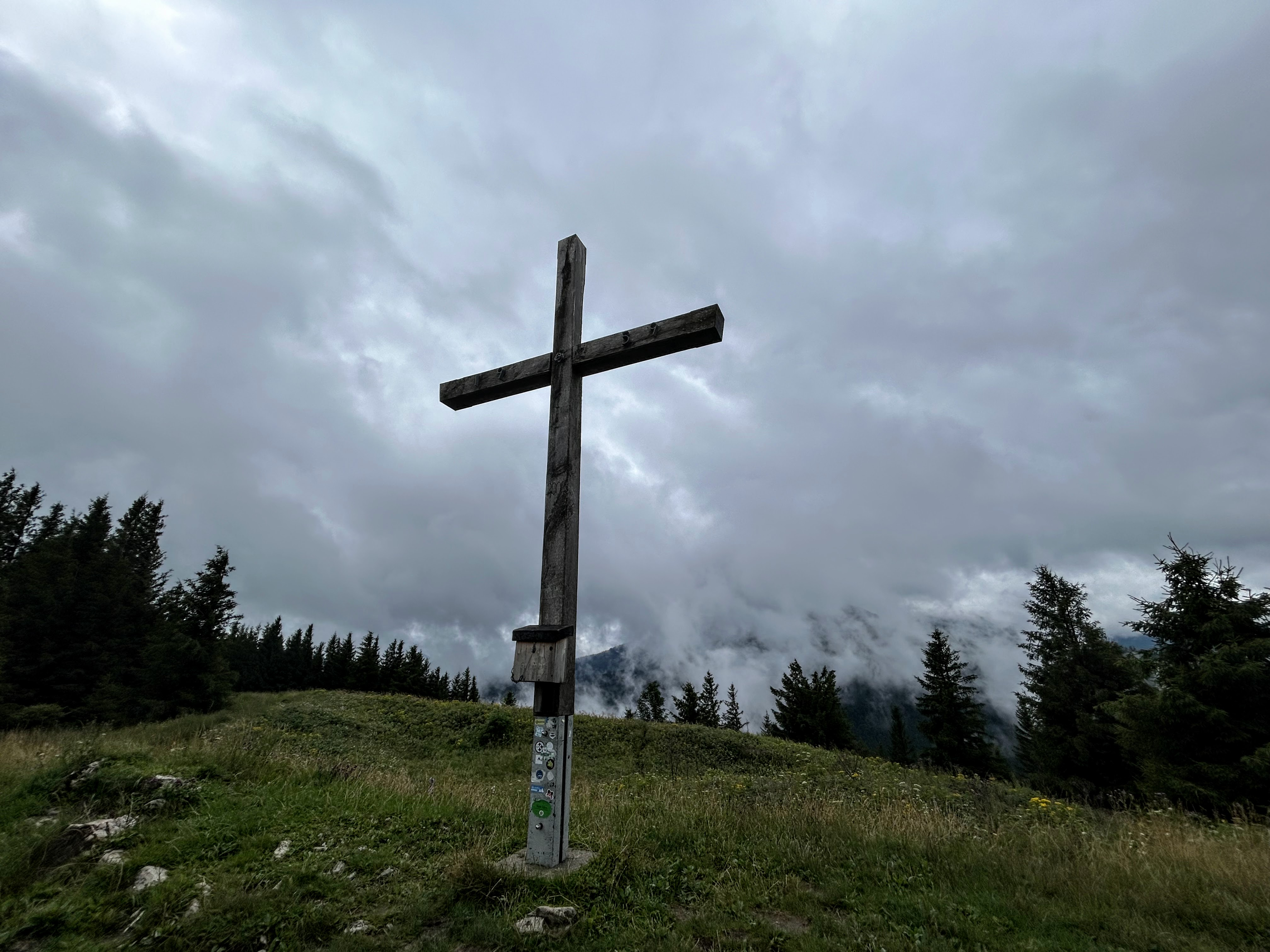
Gipfelkreuz